# Coupe d'Afrique des nations de football 2027
Navigation
Maroc 2025 2029
La Coupe d'Afrique des Nations de football 2027, connue sous le nom de la CAN 2027, devrait être la 36e édition du tournoi de football des associations africaines organisé par la Confédération africaine de football. Le tournoi sera organisé par le Kenya, l'Ouganda et la Tanzanie en juin et juillet 2027. Pour la première fois, le tournoi se déroulera dans trois pays.
Cette édition du tournoi sera la première à être organisée par trois pays différents, et également la première en 51 ans à être organisée dans la région de CECAFA, puisqu'elle a été accueillie par l'Éthiopie en 1976. Cela s'est produit après que le président de la CAF, Patrice Motsepe, a annoncé que le concours sera orienté zonal afin de pouvoir être accueilli par toutes les zones géographiques de l'Afrique.

## Désignation du pays hôte

### Candidatures
Candidature de Botswana et Zambie : Il s'agissait initialement d'une candidature conjointe avec la Namibie, mais le 19 avril 2022, la Namibie s'est retirée après que le gouvernement national n'ait pas approuvé le budget. Après cela, le Botswana s'est présenté en tant que candidat unique, avant de rejoindre la Zambie juste avant le vote après que la Zambie se soit retirée du processus de candidature pour la CAN 2025. Le Botswana aurait dépensé 61 millions de pulas pour obtenir les droits d'organisation.
Candidature d'Égypte : Lorsque la CAF a annoncé sa candidature pour l'organisation de la CAN 2027, l'Égypte était incluse. Si elle avait gagné, ce ne serait que huit ans après avoir accueilli l'édition 2019.
Candidature du Nigeria et Bénin (aussi candidat à l'édition 2025) : Après avoir initialement souhaité organiser l'édition 2025, le Nigeria et le Bénin ont décidé de déposer une candidature tardive pour l'édition 2027. Peu avant le vote, la commission des sports de la Chambre des représentants fédérale a informé la Fédération du Nigeria de football qu'ils devaient se retirer. Certains médias ont déclaré que les candidatures du Nigeria et du Bénin étaient les favorites, tandis que d'autres ont affirmé qu'elles obtiendraient les droits d'organisation de la CAN 2029.
Candidature du Sénégal : Bien qu'il ne figure pas sur la liste des pays candidats, le Sénégal a été autorisé à soumissionner. Les soumissionnaires ont été informés de leur inclusion dans le processus d'appel d'offres le 3 mai 2023. Après le retrait de l'Algérie, la candidature sénégalaise a été considérée comme la favorite.

### Candidatures retirées
Algérie (aussi candidat à l'édition 2025) : L'Algérie a également présenté sa candidature pour l'édition 2025. Le 26 septembre 2023, l'Algérie a annoncé le retrait de ses candidatures pour 2025 et 2027. Les raisons étaient qu'elle voulait revitaliser le football algérien et pensait également que le processus de candidature était biaisé en faveur du Maroc pour 2025. Cependant, pour éviter une amende de la CAF, elle a tout de même soumis ses dossiers à la CAF pour évaluation.
Botswana : Après le retrait de la Namibie, le Botswana n'était pas sûr de poursuivre sa candidature après le retrait de la Namibie de la candidature conjointe. Au final, le nom du Botswana figurait sur la liste des pays candidats. Le président de la Fédération du Botswana de football, Maclean Letshwiti, a déclaré qu'il était toujours convaincu que le Botswana pouvait encore gagner. Le 24 mai, le Botswana a déposé son dossier de candidature, réservant des installations proposées à Gaborone, Maun et Kasane. Le 16 juin, Gabane et Lobatse ont été confirmés dans la candidature. Mais peu avant le vote, ils ont fusionné leur candidature avec celle de la Zambie, qui s'est retirée au même moment du processus de candidature pour 2025.
Burkina Faso : Le Burkina Faso aurait été pressenti pour se porter candidat pour 2027, mais il ne figurait pas sur la liste des pays candidats.
Sierra Leone : Après une réunion avec le président de la CAF, Patrice Motsepe, il a discuté avec le gouvernement de la Sierra Leone pour éventuellement accueillir la CAN.
Zambie : La Zambie aurait été candidate à l'organisation de 2027, mais elle ne figurait pas sur la liste des pays candidats. Elle se joindrait toutefois au Botswana pour une candidature commune peu avant le scrutin de 2027.

### Candidat vainqueur

Logo du dossier de candidature du Kenya, de l'Ouganda et de la Tanzanie.

Candidature de Kenya, Ouganda et Tanzanie : Le Kenya, qui avait initialement proposé une candidature de la Tanzanie et de l'Ouganda, a rejoint la candidature après la levée de sa suspension par la FIFA, le gouvernement kenyan ayant approuvé la proposition de candidature le 6 décembre 2022. Après une bousculade en Tanzanie qui a fait un mort et 30 blessés, des doutes ont été émis quant à la capacité de la candidature à accueillir l'événement. Les trois pays misaient sur leur viabilité commerciale plutôt que sur leurs résultats sur le terrain pour remporter la candidature et amener le tournoi en Afrique de l'Est après 51 ans. Le 7 avril 2023, la Confédération africaine de football a décidé que les hôtes de la coupe d'Afrique des nations 2025 et 2027 seraient choisis le même jour. Ils ont également annoncé un total de quatre candidatures pour l'édition 2027. Le tournoi sera organisé par le Kenya, l'Ouganda et la Tanzanie.

## Villes et stades
Étant donné que la compétition se déroulera dans 3 pays, il est rapporté que chaque pays accueillera 3 stades, pour un total de 9, ce qui constituera le plus grand nombre de sites accueillant une édition. Le Kenya, l'Ouganda et la Tanzanie ont chacun proposé deux villes pour le tournoi.
| Nairobi                          | Kampala                   | Dar es Salam         | [[Fichier:Kenya location map.svg\|265px\|{{#if:\|{{{alt}}}\|Coupe d'Afrique des nations de football 2027 est dans la page Kenya.]]Nairobi Eldoret [[Fichier:Uganda location map.svg\|265px\|{{#if:\|{{{alt}}}\|Coupe d'Afrique des nations de football 2027 est dans la page Ouganda.]]Hoima Kampala [[Fichier:Tanzania location map.svg\|265px\|{{#if:\|{{{alt}}}\|Coupe d'Afrique des nations de football 2027 est dans la page Tanzanie.]]Dar es Salam Mwanza |
| -------------------------------- | ------------------------- | -------------------- | --- |
| Centre sportif international Moi | Mandela National Stadium  | Stade Benjamin Mkapa | [[Fichier:Kenya location map.svg\|265px\|{{#if:\|{{{alt}}}\|Coupe d'Afrique des nations de football 2027 est dans la page Kenya.]]Nairobi Eldoret [[Fichier:Uganda location map.svg\|265px\|{{#if:\|{{{alt}}}\|Coupe d'Afrique des nations de football 2027 est dans la page Ouganda.]]Hoima Kampala [[Fichier:Tanzania location map.svg\|265px\|{{#if:\|{{{alt}}}\|Coupe d'Afrique des nations de football 2027 est dans la page Tanzanie.]]Dar es Salam Mwanza |
| Capacité :65 000                 | Capacité :45 202          | Capacité :60 000     | [[Fichier:Kenya location map.svg\|265px\|{{#if:\|{{{alt}}}\|Coupe d'Afrique des nations de football 2027 est dans la page Kenya.]]Nairobi Eldoret [[Fichier:Uganda location map.svg\|265px\|{{#if:\|{{{alt}}}\|Coupe d'Afrique des nations de football 2027 est dans la page Ouganda.]]Hoima Kampala [[Fichier:Tanzania location map.svg\|265px\|{{#if:\|{{{alt}}}\|Coupe d'Afrique des nations de football 2027 est dans la page Tanzanie.]]Dar es Salam Mwanza |
|                                  |                           |                      | [[Fichier:Kenya location map.svg\|265px\|{{#if:\|{{{alt}}}\|Coupe d'Afrique des nations de football 2027 est dans la page Kenya.]]Nairobi Eldoret [[Fichier:Uganda location map.svg\|265px\|{{#if:\|{{{alt}}}\|Coupe d'Afrique des nations de football 2027 est dans la page Ouganda.]]Hoima Kampala [[Fichier:Tanzania location map.svg\|265px\|{{#if:\|{{{alt}}}\|Coupe d'Afrique des nations de football 2027 est dans la page Tanzanie.]]Dar es Salam Mwanza |
| Nairobi                          | Kampala                   | Dar es Salam         | [[Fichier:Kenya location map.svg\|265px\|{{#if:\|{{{alt}}}\|Coupe d'Afrique des nations de football 2027 est dans la page Kenya.]]Nairobi Eldoret [[Fichier:Uganda location map.svg\|265px\|{{#if:\|{{{alt}}}\|Coupe d'Afrique des nations de football 2027 est dans la page Ouganda.]]Hoima Kampala [[Fichier:Tanzania location map.svg\|265px\|{{#if:\|{{{alt}}}\|Coupe d'Afrique des nations de football 2027 est dans la page Tanzanie.]]Dar es Salam Mwanza |
| Nyayo National Stadium           | Stade Nakivubo            | Stade Chamazi        | [[Fichier:Kenya location map.svg\|265px\|{{#if:\|{{{alt}}}\|Coupe d'Afrique des nations de football 2027 est dans la page Kenya.]]Nairobi Eldoret [[Fichier:Uganda location map.svg\|265px\|{{#if:\|{{{alt}}}\|Coupe d'Afrique des nations de football 2027 est dans la page Ouganda.]]Hoima Kampala [[Fichier:Tanzania location map.svg\|265px\|{{#if:\|{{{alt}}}\|Coupe d'Afrique des nations de football 2027 est dans la page Tanzanie.]]Dar es Salam Mwanza |
| Capacité :30 000                 | Capacité :35 000          | Capacité :10 000     | [[Fichier:Kenya location map.svg\|265px\|{{#if:\|{{{alt}}}\|Coupe d'Afrique des nations de football 2027 est dans la page Kenya.]]Nairobi Eldoret [[Fichier:Uganda location map.svg\|265px\|{{#if:\|{{{alt}}}\|Coupe d'Afrique des nations de football 2027 est dans la page Ouganda.]]Hoima Kampala [[Fichier:Tanzania location map.svg\|265px\|{{#if:\|{{{alt}}}\|Coupe d'Afrique des nations de football 2027 est dans la page Tanzanie.]]Dar es Salam Mwanza |
|                                  |                           |                      | [[Fichier:Kenya location map.svg\|265px\|{{#if:\|{{{alt}}}\|Coupe d'Afrique des nations de football 2027 est dans la page Kenya.]]Nairobi Eldoret [[Fichier:Uganda location map.svg\|265px\|{{#if:\|{{{alt}}}\|Coupe d'Afrique des nations de football 2027 est dans la page Ouganda.]]Hoima Kampala [[Fichier:Tanzania location map.svg\|265px\|{{#if:\|{{{alt}}}\|Coupe d'Afrique des nations de football 2027 est dans la page Tanzanie.]]Dar es Salam Mwanza |
| Eldoret                          | Hoima                     | Mwanza               | [[Fichier:Kenya location map.svg\|265px\|{{#if:\|{{{alt}}}\|Coupe d'Afrique des nations de football 2027 est dans la page Kenya.]]Nairobi Eldoret [[Fichier:Uganda location map.svg\|265px\|{{#if:\|{{{alt}}}\|Coupe d'Afrique des nations de football 2027 est dans la page Ouganda.]]Hoima Kampala [[Fichier:Tanzania location map.svg\|265px\|{{#if:\|{{{alt}}}\|Coupe d'Afrique des nations de football 2027 est dans la page Tanzanie.]]Dar es Salam Mwanza |
| Stade Kipchoge Keino             | Stade sportif de Hoima    | Stade CCM Kirumba    | [[Fichier:Kenya location map.svg\|265px\|{{#if:\|{{{alt}}}\|Coupe d'Afrique des nations de football 2027 est dans la page Kenya.]]Nairobi Eldoret [[Fichier:Uganda location map.svg\|265px\|{{#if:\|{{{alt}}}\|Coupe d'Afrique des nations de football 2027 est dans la page Ouganda.]]Hoima Kampala [[Fichier:Tanzania location map.svg\|265px\|{{#if:\|{{{alt}}}\|Coupe d'Afrique des nations de football 2027 est dans la page Tanzanie.]]Dar es Salam Mwanza |
| Capacité :10 000                 | Capacité :20 000          | Capacité :35 000     | [[Fichier:Kenya location map.svg\|265px\|{{#if:\|{{{alt}}}\|Coupe d'Afrique des nations de football 2027 est dans la page Kenya.]]Nairobi Eldoret [[Fichier:Uganda location map.svg\|265px\|{{#if:\|{{{alt}}}\|Coupe d'Afrique des nations de football 2027 est dans la page Ouganda.]]Hoima Kampala [[Fichier:Tanzania location map.svg\|265px\|{{#if:\|{{{alt}}}\|Coupe d'Afrique des nations de football 2027 est dans la page Tanzanie.]]Dar es Salam Mwanza |
|                                  |                           |                      | [[Fichier:Kenya location map.svg\|265px\|{{#if:\|{{{alt}}}\|Coupe d'Afrique des nations de football 2027 est dans la page Kenya.]]Nairobi Eldoret [[Fichier:Uganda location map.svg\|265px\|{{#if:\|{{{alt}}}\|Coupe d'Afrique des nations de football 2027 est dans la page Ouganda.]]Hoima Kampala [[Fichier:Tanzania location map.svg\|265px\|{{#if:\|{{{alt}}}\|Coupe d'Afrique des nations de football 2027 est dans la page Tanzanie.]]Dar es Salam Mwanza |
| Nairobi                          | Arusha                    |                      | [[Fichier:Kenya location map.svg\|265px\|{{#if:\|{{{alt}}}\|Coupe d'Afrique des nations de football 2027 est dans la page Kenya.]]Nairobi Eldoret [[Fichier:Uganda location map.svg\|265px\|{{#if:\|{{{alt}}}\|Coupe d'Afrique des nations de football 2027 est dans la page Ouganda.]]Hoima Kampala [[Fichier:Tanzania location map.svg\|265px\|{{#if:\|{{{alt}}}\|Coupe d'Afrique des nations de football 2027 est dans la page Tanzanie.]]Dar es Salam Mwanza |
| Stade sportif de Talanta         | Stade Samia Suluhu Hassan |                      | [[Fichier:Kenya location map.svg\|265px\|{{#if:\|{{{alt}}}\|Coupe d'Afrique des nations de football 2027 est dans la page Kenya.]]Nairobi Eldoret [[Fichier:Uganda location map.svg\|265px\|{{#if:\|{{{alt}}}\|Coupe d'Afrique des nations de football 2027 est dans la page Ouganda.]]Hoima Kampala [[Fichier:Tanzania location map.svg\|265px\|{{#if:\|{{{alt}}}\|Coupe d'Afrique des nations de football 2027 est dans la page Tanzanie.]]Dar es Salam Mwanza |
| Capacité :60 000                 | Capacité :30 000          |                      | [[Fichier:Kenya location map.svg\|265px\|{{#if:\|{{{alt}}}\|Coupe d'Afrique des nations de football 2027 est dans la page Kenya.]]Nairobi Eldoret [[Fichier:Uganda location map.svg\|265px\|{{#if:\|{{{alt}}}\|Coupe d'Afrique des nations de football 2027 est dans la page Ouganda.]]Hoima Kampala [[Fichier:Tanzania location map.svg\|265px\|{{#if:\|{{{alt}}}\|Coupe d'Afrique des nations de football 2027 est dans la page Tanzanie.]]Dar es Salam Mwanza |
|                                  |                           |                      | [[Fichier:Kenya location map.svg\|265px\|{{#if:\|{{{alt}}}\|Coupe d'Afrique des nations de football 2027 est dans la page Kenya.]]Nairobi Eldoret [[Fichier:Uganda location map.svg\|265px\|{{#if:\|{{{alt}}}\|Coupe d'Afrique des nations de football 2027 est dans la page Ouganda.]]Hoima Kampala [[Fichier:Tanzania location map.svg\|265px\|{{#if:\|{{{alt}}}\|Coupe d'Afrique des nations de football 2027 est dans la page Tanzanie.]]Dar es Salam Mwanza |

## Qualification

### Équipes qualifiées
Les équipes suivantes se sont qualifiées pour le tournoi:
| Équipe    | Méthode de qualification | Date de qualification | Participation | Dernière participation | Meilleur résultat                                 |
| --------- | ------------------------ | --------------------- | ------------- | ---------------------- | ------------------------------------------------- |
| KenyaH    | Pays hôte                | 27 septembre 2023     | 7e            | 2019                   | Premier tour (1972, 1988, 1990, 1992, 2008, 2019) |
| OugandaH  | Pays hôte                | 27 septembre 2023     | 8e            | 2025                   | Finaliste (1978)                                  |
| TanzanieH | Pays hôte                | 27 septembre 2023     | 4e            | 2025                   | Premier tour (1980, 2019, 2023)                   |

## Déroulement de la phase finale

### Phase de groupes

#### Groupe A
| Rang | Équipe   | Pts | J | G | N | P | Bp | Bc | Diff |
| ---- | -------- | --- | - | - | - | - | -- | -- | ---- |
| 1    | Équipe 1 | 0   | 0 | 0 | 0 | 0 | 0  | 0  | 0    |
| 2    | Équipe 2 | 0   | 0 | 0 | 0 | 0 | 0  | 0  | 0    |
| 3    | Équipe 3 | 0   | 0 | 0 | 0 | 0 | 0  | 0  | 0    |
| 4    | Équipe 4 | 0   | 0 | 0 | 0 | 0 | 0  | 0  | 0    |

| 2027 |            | - |  |             |
|      |            |   |  | Arbitrage : |
|      | [ Rapport] |   |  |             |

| 2027 |            | - |  |             |
|      |            |   |  | Arbitrage : |
|      | [ Rapport] |   |  |             |

| 2027 |            | - |  |             |
|      |            |   |  | Arbitrage : |
|      | [ Rapport] |   |  |             |

| 2027 |            | - |  |             |
|      |            |   |  | Arbitrage : |
|      | [ Rapport] |   |  |             |

| 2027 |            | - |  |             |
|      |            |   |  | Arbitrage : |
|      | [ Rapport] |   |  |             |

| 2027 |            | - |  |             |
|      |            |   |  | Arbitrage : |
|      | [ Rapport] |   |  |             |

#### Groupe B
| Rang | Équipe   | Pts | J | G | N | P | Bp | Bc | Diff |
| ---- | -------- | --- | - | - | - | - | -- | -- | ---- |
| 1    | Équipe 1 | 0   | 0 | 0 | 0 | 0 | 0  | 0  | 0    |
| 2    | Équipe 2 | 0   | 0 | 0 | 0 | 0 | 0  | 0  | 0    |
| 3    | Équipe 3 | 0   | 0 | 0 | 0 | 0 | 0  | 0  | 0    |
| 4    | Équipe 4 | 0   | 0 | 0 | 0 | 0 | 0  | 0  | 0    |

| 2027 |            | - |  |             |
|      |            |   |  | Arbitrage : |
|      | [ Rapport] |   |  |             |

| 2027 |            | - |  |             |
|      |            |   |  | Arbitrage : |
|      | [ Rapport] |   |  |             |

| 2027 |            | - |  |             |
|      |            |   |  | Arbitrage : |
|      | [ Rapport] |   |  |             |

| 2027 |            | - |  |             |
|      |            |   |  | Arbitrage : |
|      | [ Rapport] |   |  |             |

| 2027 |            | - |  |             |
|      |            |   |  | Arbitrage : |
|      | [ Rapport] |   |  |             |

| 2027 |            | - |  |             |
|      |            |   |  | Arbitrage : |
|      | [ Rapport] |   |  |             |

#### Groupe C
| Rang | Équipe   | Pts | J | G | N | P | Bp | Bc | Diff |
| ---- | -------- | --- | - | - | - | - | -- | -- | ---- |
| 1    | Équipe 1 | 0   | 0 | 0 | 0 | 0 | 0  | 0  | 0    |
| 2    | Équipe 2 | 0   | 0 | 0 | 0 | 0 | 0  | 0  | 0    |
| 3    | Équipe 3 | 0   | 0 | 0 | 0 | 0 | 0  | 0  | 0    |
| 4    | Équipe 4 | 0   | 0 | 0 | 0 | 0 | 0  | 0  | 0    |

| 2027 |            | - |  |             |
|      |            |   |  | Arbitrage : |
|      | [ Rapport] |   |  |             |

| 2027 |            | - |  |             |
|      |            |   |  | Arbitrage : |
|      | [ Rapport] |   |  |             |

| 2027 |            | - |  |             |
|      |            |   |  | Arbitrage : |
|      | [ Rapport] |   |  |             |

| 2027 |            | - |  |             |
|      |            |   |  | Arbitrage : |
|      | [ Rapport] |   |  |             |

| 2027 |            | - |  |             |
|      |            |   |  | Arbitrage : |
|      | [ Rapport] |   |  |             |

| 2027 |            | - |  |             |
|      |            |   |  | Arbitrage : |
|      | [ Rapport] |   |  |             |

#### Groupe D
| Rang | Équipe   | Pts | J | G | N | P | Bp | Bc | Diff |
| ---- | -------- | --- | - | - | - | - | -- | -- | ---- |
| 1    | Équipe 1 | 0   | 0 | 0 | 0 | 0 | 0  | 0  | 0    |
| 2    | Équipe 2 | 0   | 0 | 0 | 0 | 0 | 0  | 0  | 0    |
| 3    | Équipe 3 | 0   | 0 | 0 | 0 | 0 | 0  | 0  | 0    |
| 4    | Équipe 4 | 0   | 0 | 0 | 0 | 0 | 0  | 0  | 0    |

| 2027 |            | - |  |             |
|      |            |   |  | Arbitrage : |
|      | [ Rapport] |   |  |             |

| 2027 |            | - |  |             |
|      |            |   |  | Arbitrage : |
|      | [ Rapport] |   |  |             |

| 2027 |            | - |  |             |
|      |            |   |  | Arbitrage : |
|      | [ Rapport] |   |  |             |

| 2027 |            | - |  |             |
|      |            |   |  | Arbitrage : |
|      | [ Rapport] |   |  |             |

| 2027 |            | - |  |             |
|      |            |   |  | Arbitrage : |
|      | [ Rapport] |   |  |             |

| 2027 |            | - |  |             |
|      |            |   |  | Arbitrage : |
|      | [ Rapport] |   |  |             |

#### Groupe E
| Rang | Équipe   | Pts | J | G | N | P | Bp | Bc | Diff |
| ---- | -------- | --- | - | - | - | - | -- | -- | ---- |
| 1    | Équipe 1 | 0   | 0 | 0 | 0 | 0 | 0  | 0  | 0    |
| 2    | Équipe 2 | 0   | 0 | 0 | 0 | 0 | 0  | 0  | 0    |
| 3    | Équipe 3 | 0   | 0 | 0 | 0 | 0 | 0  | 0  | 0    |
| 4    | Équipe 4 | 0   | 0 | 0 | 0 | 0 | 0  | 0  | 0    |

| 2027 |            | - |  |             |
|      |            |   |  | Arbitrage : |
|      | [ Rapport] |   |  |             |

| 2027 |            | - |  |             |
|      |            |   |  | Arbitrage : |
|      | [ Rapport] |   |  |             |

| 2027 |            | - |  |             |
|      |            |   |  | Arbitrage : |
|      | [ Rapport] |   |  |             |

| 2027 |            | - |  |             |
|      |            |   |  | Arbitrage : |
|      | [ Rapport] |   |  |             |

| 2027 |            | - |  |             |
|      |            |   |  | Arbitrage : |
|      | [ Rapport] |   |  |             |

| 2027 |            | - |  |             |
|      |            |   |  | Arbitrage : |
|      | [ Rapport] |   |  |             |

#### Groupe F
| Rang | Équipe   | Pts | J | G | N | P | Bp | Bc | Diff |
| ---- | -------- | --- | - | - | - | - | -- | -- | ---- |
| 1    | Équipe 1 | 0   | 0 | 0 | 0 | 0 | 0  | 0  | 0    |
| 2    | Équipe 2 | 0   | 0 | 0 | 0 | 0 | 0  | 0  | 0    |
| 3    | Équipe 3 | 0   | 0 | 0 | 0 | 0 | 0  | 0  | 0    |
| 4    | Équipe 4 | 0   | 0 | 0 | 0 | 0 | 0  | 0  | 0    |

| 2027 |            | - |  |             |
|      |            |   |  | Arbitrage : |
|      | [ Rapport] |   |  |             |

| 2027 |            | - |  |             |
|      |            |   |  | Arbitrage : |
|      | [ Rapport] |   |  |             |

| 2027 |            | - |  |             |
|      |            |   |  | Arbitrage : |
|      | [ Rapport] |   |  |             |

| 2027 |            | - |  |             |
|      |            |   |  | Arbitrage : |
|      | [ Rapport] |   |  |             |

| 2027 |            | - |  |             |
|      |            |   |  | Arbitrage : |
|      | [ Rapport] |   |  |             |

| 2027 |            | - |  |             |
|      |            |   |  | Arbitrage : |
|      | [ Rapport] |   |  |             |

#### Désignation des meilleurs troisièmes
Seules, les 4 meilleures équipes classées troisièmes de leur poule peuvent accéder aux huitièmes de finale. Pour les désigner, un classement est effectué en comparant les résultats de chacune des 6 équipes :
| Rang | Équipe | Pts | J | G | N | P | Bp | Bc | Diff |
| ---- | ------ | --- | - | - | - | - | -- | -- | ---- |
| 1    |        | 0   | 0 | 0 | 0 | 0 | 0  | 0  | 0    |
| 2    |        | 0   | 0 | 0 | 0 | 0 | 0  | 0  | 0    |
| 3    |        | 0   | 0 | 0 | 0 | 0 | 0  | 0  | 0    |
| 4    |        | 0   | 0 | 0 | 0 | 0 | 0  | 0  | 0    |
| 5    |        | 0   | 0 | 0 | 0 | 0 | 0  | 0  | 0    |
| 6    |        | 0   | 0 | 0 | 0 | 0 | 0  | 0  | 0    |

### Phase à élimination directe
|  | Huitièmes de finale | Huitièmes de finale | Huitièmes de finale | Huitièmes de finale |   |   | Quarts de finale | Quarts de finale | Quarts de finale | Quarts de finale |        |        | Demi-finales | Demi-finales | Demi-finales | Demi-finales |  |  | Finale | Finale | Finale | Finale |
|  |                     |                     |                     |                     |   |   |                  |                  |                  |                  |        |        |              |              |              |              |  |  |        |        |        |        |
|  | 2027 -              | 2027 -              | 2027 -              | 2027 -              |   |   | 2027 -           | 2027 -           | 2027 -           | 2027 -           |        |        | 2027 -       | 2027 -       | 2027 -       | 2027 -       |  |  | 2027 - | 2027 - | 2027 - | 2027 - |
|  | A2                  |                     | -                   | -                   |   |   | 2027 -           | 2027 -           | 2027 -           | 2027 -           |        |        | 2027 -       | 2027 -       | 2027 -       | 2027 -       |  |  | 2027 - | 2027 - | 2027 - | 2027 - |
|  | A2                  |                     | -                   | -                   |   |   | 2027 -           | 2027 -           | 2027 -           | 2027 -           |        |        | 2027 -       | 2027 -       | 2027 -       | 2027 -       |  |  | 2027 - | 2027 - | 2027 - | 2027 - |
|  | C2                  |                     | -                   | -                   |   |   | 2027 -           | 2027 -           | 2027 -           | 2027 -           |        |        | 2027 -       | 2027 -       | 2027 -       | 2027 -       |  |  | 2027 - | 2027 - | 2027 - | 2027 - |
|  | C2                  |                     | -                   | -                   | - |   |                  |                  |                  |                  |        |        | 2027 -       | 2027 -       | 2027 -       | 2027 -       |  |  | 2027 - | 2027 - | 2027 - | 2027 - |
|  | 2027 -              |                     |                     |                     |   |   |                  |                  |                  |                  |        |        | 2027 -       | 2027 -       | 2027 -       | 2027 -       |  |  | 2027 - | 2027 - | 2027 - | 2027 - |
|  |                     |                     |                     |                     | - |   |                  |                  |                  |                  |        |        | 2027 -       | 2027 -       | 2027 -       | 2027 -       |  |  | 2027 - | 2027 - | 2027 - | 2027 - |
|  | D1                  |                     | -                   | -                   |   |   |                  |                  |                  |                  |        |        | 2027 -       | 2027 -       | 2027 -       | 2027 -       |  |  | 2027 - | 2027 - | 2027 - | 2027 - |
|  | D1                  | 2027 -              | -                   | -                   |   |   |                  |                  |                  |                  |        |        | 2027 -       | 2027 -       | 2027 -       | 2027 -       |  |  | 2027 - | 2027 - | 2027 - | 2027 - |
|  | B/E/F3              |                     | -                   | -                   |   |   |                  |                  |                  |                  |        |        | 2027 -       | 2027 -       | 2027 -       | 2027 -       |  |  | 2027 - | 2027 - | 2027 - | 2027 - |
|  | B/E/F3              |                     | -                   | -                   | - |   |                  |                  |                  |                  |        |        |              |              |              |              |  |  | 2027 - | 2027 - | 2027 - | 2027 - |
|  | 2027 -              |                     |                     |                     |   |   |                  |                  |                  |                  |        |        |              |              |              |              |  |  | 2027 - | 2027 - | 2027 - | 2027 - |
|  |                     |                     |                     |                     | - |   |                  |                  |                  |                  |        |        |              |              |              |              |  |  | 2027 - | 2027 - | 2027 - | 2027 - |
|  | B1                  |                     | -                   | -                   |   |   |                  |                  |                  |                  |        |        |              |              |              |              |  |  | 2027 - | 2027 - | 2027 - | 2027 - |
|  | B1                  | 2027 -              | -                   | -                   |   |   |                  |                  |                  |                  |        |        |              |              |              |              |  |  | 2027 - | 2027 - | 2027 - | 2027 - |
|  | A/C/D3              |                     | -                   | -                   |   |   |                  |                  |                  |                  |        |        |              |              |              |              |  |  | 2027 - | 2027 - | 2027 - | 2027 - |
|  | A/C/D3              |                     | -                   | -                   | - |   |                  |                  |                  |                  |        |        |              |              |              |              |  |  | 2027 - | 2027 - | 2027 - | 2027 - |
|  | 2027 -              |                     |                     |                     |   |   |                  |                  |                  |                  |        |        |              |              |              |              |  |  | 2027 - | 2027 - | 2027 - | 2027 - |
|  |                     |                     |                     |                     | - |   |                  |                  |                  |                  |        |        |              |              |              |              |  |  | 2027 - | 2027 - | 2027 - | 2027 - |
|  | F1                  |                     | -                   | -                   |   |   |                  |                  |                  |                  |        |        |              |              |              |              |  |  | 2027 - | 2027 - | 2027 - | 2027 - |
|  | F1                  | 2027 -              | -                   | -                   |   |   |                  |                  |                  |                  |        |        |              |              |              |              |  |  | 2027 - | 2027 - | 2027 - | 2027 - |
|  | E2                  |                     | -                   | -                   |   |   |                  |                  |                  |                  |        |        |              |              |              |              |  |  | 2027 - | 2027 - | 2027 - | 2027 - |
|  | E2                  |                     | -                   | -                   | - |   |                  |                  |                  |                  |        |        |              |              |              |              |  |  |        |        |        |        |
|  | 2027 -              |                     |                     |                     |   |   |                  |                  |                  |                  |        |        |              |              |              |              |  |  |        |        |        |        |
|  |                     |                     |                     |                     | - |   |                  |                  |                  |                  |        |        |              |              |              |              |  |  |        |        |        |        |
|  | B2                  |                     | -                   | -                   |   |   |                  |                  |                  |                  |        |        |              |              |              |              |  |  |        |        |        |        |
|  | B2                  |                     | -                   | -                   |   |   |                  |                  |                  |                  |        |        |              |              |              |              |  |  |        |        |        |        |
|  | F2                  |                     | -                   | -                   |   |   |                  |                  |                  |                  |        |        |              |              |              |              |  |  |        |        |        |        |
|  | F2                  |                     | -                   | -                   | - |   |                  |                  |                  |                  |        |        |              |              |              |              |  |  |        |        |        |        |
|  | 2027 -              |                     |                     |                     |   |   |                  |                  |                  |                  |        |        |              |              |              |              |  |  |        |        |        |        |
|  |                     |                     |                     |                     | - |   |                  |                  |                  |                  |        |        |              |              |              |              |  |  |        |        |        |        |
|  | A1                  |                     | -                   | -                   |   |   |                  |                  |                  |                  |        |        |              |              |              |              |  |  |        |        |        |        |
|  | A1                  | 2027 -              | -                   | -                   |   |   |                  |                  |                  |                  |        |        |              |              |              |              |  |  |        |        |        |        |
|  | C/D/E3              |                     | -                   | -                   |   |   |                  |                  |                  |                  |        |        |              |              |              |              |  |  |        |        |        |        |
|  | C/D/E3              |                     | -                   | -                   | - |   |                  |                  |                  |                  |        |        |              |              |              |              |  |  |        |        |        |        |
|  | 2027 -              |                     |                     |                     |   |   |                  |                  |                  |                  |        |        |              |              |              |              |  |  |        |        |        |        |
|  |                     |                     |                     |                     | - |   |                  |                  |                  |                  |        |        |              |              |              |              |  |  |        |        |        |        |
|  | E1                  |                     | -                   | -                   |   |   |                  |                  |                  |                  |        |        |              |              |              |              |  |  |        |        |        |        |
|  | E1                  |                     | -                   | -                   |   |   |                  |                  |                  |                  |        |        |              |              |              |              |  |  |        |        |        |        |
|  | D2                  |                     | -                   | -                   |   |   |                  |                  |                  |                  |        |        |              |              |              |              |  |  |        |        |        |        |
|  | D2                  |                     |                     | -                   | - | - | Troisième place  | Troisième place  | Troisième place  | Troisième place  |        |        |              |              |              |              |  |  |        |        |        |        |
|  | 2027 -              |                     |                     |                     | - | - | Troisième place  | Troisième place  | Troisième place  | Troisième place  |        |        |              |              |              |              |  |  |        |        |        |        |
|  |                     |                     |                     |                     | - | - |                  |                  | 2027 -           | 2027 -           | 2027 - | 2027 - |              |              |              |              |  |  |        |        |        |        |
|  | C1                  |                     | -                   | -                   | - | - |                  |                  | 2027 -           | 2027 -           | 2027 - | 2027 - |              |              |              |              |  |  |        |        |        |        |
|  | C1                  |                     | -                   | -                   |   |   |                  |                  |                  | -                |        |        |              |              |              |              |  |  |        |        |        |        |
|  | A/B/F3              |                     | -                   | -                   |   |   |                  |                  |                  |                  |        |        |              |              |              |              |  |  |        |        |        |        |
|  | A/B/F3              |                     | -                   | -                   | - |   |                  |                  |                  |                  |        |        |              |              |              |              |  |  |        |        |        |        |
|  |                     |                     |                     |                     |   |   |                  |                  |                  |                  |        |        |              |              |              |              |  |  |        |        |        |        |

#### Huitièmes de finale
| 2027 |            | - |  |             |
|      |            |   |  | Arbitrage : |
|      | [ Rapport] |   |  |             |

| 2027 |            | - |  |             |
|      |            |   |  | Arbitrage : |
|      | [ Rapport] |   |  |             |

| 2027 |            | - |  |             |
|      |            |   |  | Arbitrage : |
|      | [ Rapport] |   |  |             |

| 2027 |            | - |  |             |
|      |            |   |  | Arbitrage : |
|      | [ Rapport] |   |  |             |

| 2027 |            | - |  |             |
|      |            |   |  | Arbitrage : |
|      | [ Rapport] |   |  |             |

| 2027 |            | - |  |             |
|      |            |   |  | Arbitrage : |
|      | [ Rapport] |   |  |             |

| 2027 |            | - |  |             |
|      |            |   |  | Arbitrage : |
|      | [ Rapport] |   |  |             |

| 2027 |            | - |  |             |
|      |            |   |  | Arbitrage : |
|      | [ Rapport] |   |  |             |

#### Quarts de finale
| 2027 |            | - |  |             |
|      |            |   |  | Arbitrage : |
|      | [ Rapport] |   |  |             |

| 2027 |            | - |  |             |
|      |            |   |  | Arbitrage : |
|      | [ Rapport] |   |  |             |

| 2027 |            | - |  |             |
|      |            |   |  | Arbitrage : |
|      | [ Rapport] |   |  |             |

| 2027 |            | - |  |             |
|      |            |   |  | Arbitrage : |
|      | [ Rapport] |   |  |             |

#### Demi-finale
| 2027 |            | - |  |             |
|      |            |   |  | Arbitrage : |
|      | [ Rapport] |   |  |             |

| 2027 |            | - |  |             |
|      |            |   |  | Arbitrage : |
|      | [ Rapport] |   |  |             |

#### Match pour la troisième place
| 2027 |            | - |  |             |
|      |            |   |  | Arbitrage : |
|      | [ Rapport] |   |  |             |

#### Finale
| 2027 |            | - |  |             |
|      |            |   |  | Arbitrage : |
|      | [ Rapport] |   |  |             |